# اعتراضات به فیلم بی‌گناهی مسلمانان
در تاریخ ۱۱ سپتامبر ۲۰۱۲ میلادی، مجموعه اعتراضاتی در برخی کشورهای اسلامی بخاطر انتشار فیلمی با عنوان بی‌گناهی مسلمانان در وبسایت یوتیوب آغاز شد که بسیاری آن را توهین به مقدسات اسلامی دانستند. تظاهرات از قاهره در مصر و بن‌غازی در لیبی شروع شد و به سرعت در جهان اسلام گسترش یافت. در ۱۳ سپتامبر ۲۰۱۲ میلادی، کریستوفر استیونز، سفیر ایالات متحده آمریکا در لیبی و گلن دورتی، کماندوی نیروی دریایی ایالات متحده آمریکا و ده پلیس لیبیایی، در شهر بن‌غازی بر اثر شلیک موشک کشته‌شدند.

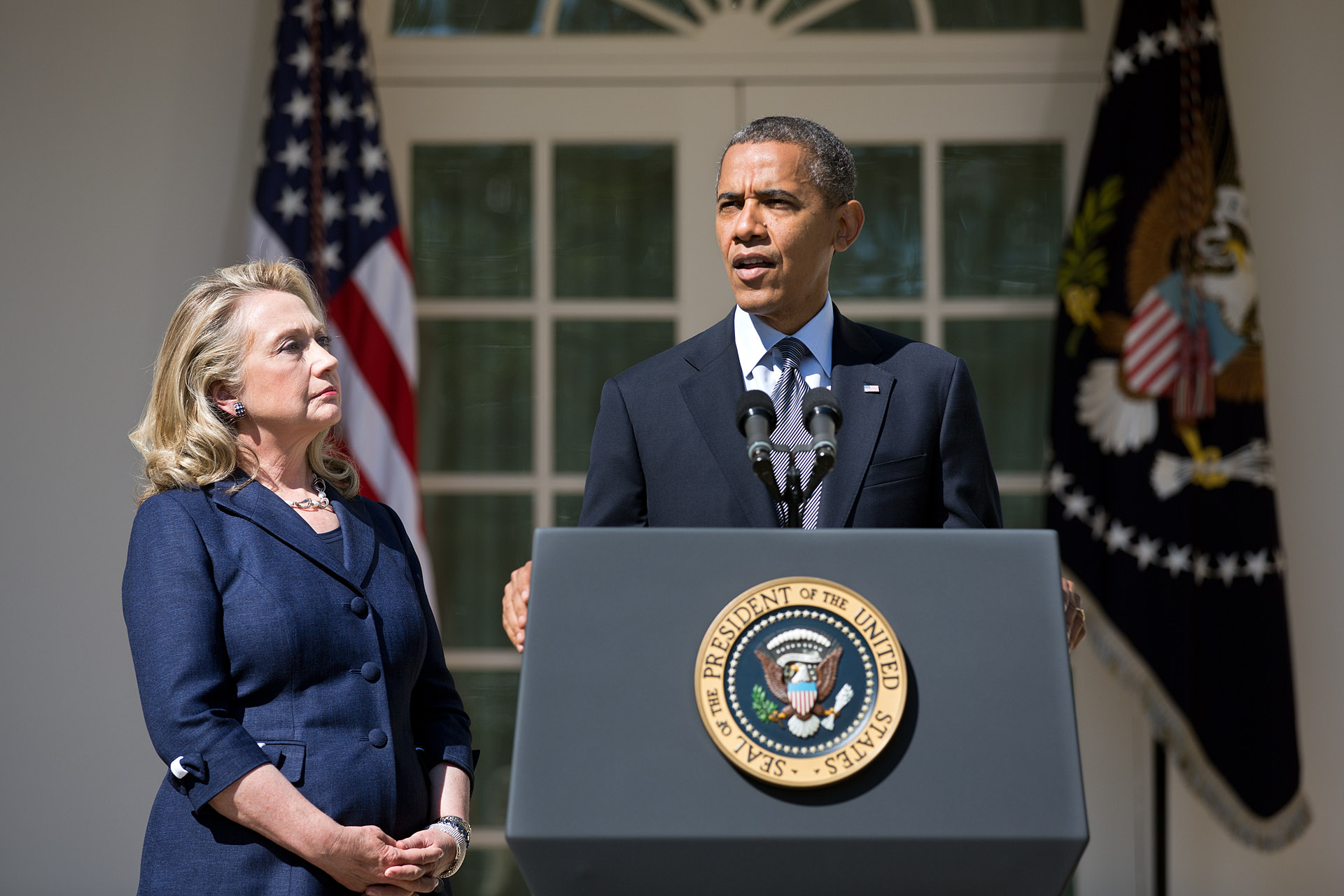
باراک اوباما در حال سخنرانی درباره حملات اخیر به کنسول آمریکا در لیبی.

## حملات
معترضین خشمگین در مصر، لیبی، یمن، سودان، لبنان و هند به سفارت خانه و نمایندگی‌های آمریکا و بعضی کشورهای اروپایی هجوم آوردند.

### مصر
معترضان خشمگین در مصر پرچم سفارت آمریکا را پایین آورده و به آتش کشیدند و پرچم سیاهی به جای آن قرار دادند. سفیر آمریکا محل سفارت را ترک گفته و پلیس با گاز اشک‌آور و گلوله‌های پلاستیکی سعی در جلوگیری از هجوم بیشتر معترضین دارد در این میان حدود دویست نفر مجروح شدند.

### لیبی
مردم متوجه نیستند که در چنین موضوعی، دولت آمریکا هیچ نقشی نداشته‌است. کسی فیلمی ساخته و آن را روی وب‌گاه یوتیوب گذاشته‌است. البته که فیلمی بسیار توهین‌آمیز است، اما این اقدامات وحشیانه علیه آمریکایی‌ها یا سفارت‌خانه‌های آمریکا را توجیه نمی‌کند». 
مصطفی ابو شاقور، نخست‌وزیر لیبی.

در پی این حمله به کنسولگری آمریکا در بنغازی و قتل سفیر آمریکا در لیبی و چند دیپلمات دیگر باراک اوباما این اقدامات را محکوم کرد در عین حال حکومت جدید لیبی این رخداد را منسوب به وابستگان معمر قذافی دانست.

## اعتراضات
جدا از حمله به اماکن دیپلماتیک و تخریب رستوران‌های مرتبط با فیلم اعتراضات گسترده‌ای هم علیه فیلم انجام شده‌است.
 بنگلادش هزار نفر تظاهرات کرده و تلاش کردند جلوی سفارت آمریکا رژه بروند.
 ایران تظاهرکنندگان در جلوی سفارت سوئیس حاضر شدند که پلیس جلوی آنان را گرفت. جراحتی گزارش نشده‌است.
 اسرائیل حدوداً ۵۰ نفر از اعضای جنبش اسلامی در اسرائیل در جلوی سفارت آمریکا در تل آویو اعتراض کردند. برخوردی مشاهده نشد. تظاهرکنندگان عرب در عکا گفتند «تنها حکومت اسلامی در سرتاسر جهان می‌تواند صلح بیاورد. یهودیان و مسیحیان می‌توانند در زیر لوای اسلام بی‌ترس زندگی کنند». برخی هم اسامه بن لادن را تشویق کردند.